# Норт Вики Вачи (Флорида)
Норт Вики Вачи (енгл. North Weeki Wachee) насељено је место без административног статуса у америчкој савезној држави Флорида.

## Демографија
По попису из 2010. године број становника је 8.524, што је 4.271 (100,4%) становника више него 2000. године.
| Група             | 2000.         | 2010.         |
| Белци             | 3.945 (92,8%) | 7.458 (87,5%) |
| Афроамериканци    | 42 (1,0%)     | 196 (2,3%)    |
| Азијати           | 23 (0,5%)     | 71 (0,8%)     |
| Хиспаноамериканци | 200 (4,7%)    | 707 (8,3%)    |
| Укупно            | 4.253         | 8.524         |